# آراکسا
آراکسا (به پرتغالی: Araxá) یک منطقهٔ مسکونی در برزیل است که در میناز ژرایس واقع شده‌است. آراکسا ۱٬۱۶۵٫۱۶۹ کیلومتر مربع مساحت و ۱۰۷٬۳۳۷ نفر جمعیت دارد و ۹۷۳ متر بالاتر از سطح دریا واقع شده‌است.